# 508 (číslo)
Pět set osm je přirozené číslo. Následuje po číslu pět set sedm a předchází číslu pět set devět. Římskými číslicemi se zapisuje DVIII a řeckými číslicemi φη.

## Matematika
508 je:
- Deficientní číslo
- Složené číslo
- Nešťastné číslo

## Astronomie
- (508) Princetonia je planetka hlavního pásu, kterou v roce 1903 objevil Raymond Smith Dugan

## Ostatní
- +508 je mezinárodní telefonní předvolba Saint Pierru a Miquelonu

## Roky
- 508
- 508 př. n. l.